# Villarpunteiro
Villarpunteiro (llamada oficialmente Santa Marta de Vilarpunteiro) es una parroquia y una aldea española del municipio de Baralla, en la provincia de Lugo, Galicia.

## Toponimia
Villarpunteiro aparece por primera vez en un documento de 1188 bajo la denominación de Villar Poentario. En 1220 la podremos encontrar con el nombre Vilar Polentario y en 1250 como Villar Polentario. Obsérvese la raíz latina del adjetivo polentarius.

## Organización territorial
La parroquia está formada por una entidad de población:
- Vilarpunteiro

## Demografía
| Gráfica de evolución demográfica de Villarpunteiro entre 2000 y 2019 |
|                                                                      |
| Datos según el nomenclátor publicado por el INE.                     |

## Patrimonio
Villarpunteiro cuenta con una pequeña parroquia dedicada a Santa Marta. En ella, se exhiben imágenes de santa Marta, santa María, san Brais y santa Bárbara.